# Paper digital
|  | No s'ha de confondre amb Paper electrònic. |

El paper digital, també conegut com a paper interactiu, és un tipus de paper amb un patró imprès que s'utilitza conjuntament amb un llapis digital per crear documents digitals manuscrits. El patró de punts imprès permet identificar singularment les coordenades de posició sobre el paper. El llapis digital utilitza aquest patró per a emmagatzemar la lletra captada i carregar-la a un ordinador.

## El paper
El patró de punt és una classe de barcode de dues dimensions ; el més comú és el patró de punts propietari Anoto. En aquest patró de punts, el paper és dividit per un reixat amb un espaiat d'aproximadament 0.3 mm, un punt és imprès dins d'un offset d'intersecció lleugerament en quatre direccions, una càmera en el bolígraf típicament capta un grup de punts de 6 x 6. El patró complet pot consistir en 669,845,157,115,773,458,169 punts, i pot cobrir una àrea que supera els 4.6 milions de km² (això correspon a 73 bilions de fulls únics de mida foli).
L'espai de patró complet es divideix en diversos àmbits. Aquests àmbits poden emprar-se per a definir el tipus de paper, o per indicar el propòsit del paper (per exemple, format memo, planificació personal, paper de llibreta, pòtits, etcétera).

### ANOTO
El patró de punts Anoto pot ser imprès sobre gairebé qualsevol tipus de paper, utilitzant un procés d'impressió estàndard i tinta negra amb base de carboni amb una resolució de com a mínim 600 dpi (o fins 1,000 dpi). El paper pot ser de qualsevol forma o mida amb un marge lliure superior 2 mm. La tinta absorbeix la llum infraroja emesa pel llapis digital; el bolígraf conté un sensor que interpreta el patró De Bruijn reflectit pel paper. Altres colors de tinta, incloent tinta no basada en carboni, es poden utilitzar per a imprimir informació que serà visible per a l'usuari, però invisible al llapis digital.